# Hippothoa peristomata
Hippothoa peristomata är en mossdjursart som beskrevs av Gordon 1984. Hippothoa peristomata ingår i släktet Hippothoa och familjen Hippothoidae. Inga underarter finns listade i Catalogue of Life.